# 30022 Kathibaker
30022 Kathibaker este un asteroid din centura principală de asteroizi.

## Descriere
30022 Kathibaker este un asteroid din centura principală de asteroizi. A fost descoperit pe 26 februarie 2000 în cadrul proiectului CSS. Asteroidul prezintă o orbită caracterizată de o semiaxă mare de 2,38 ua, o excentricitate de 0,12 și o înclinație de 3,0° în raport cu ecliptica.